# 페트니차
페트니차(몬테네그로어: Петњица, Petnjica)는 몬테네그로 북부에 위치한 도시로 면적은 173 km2, 높이는 851m, 도시 인구는 565명(2011년 기준), 지방 자치체 인구는 6,713명(2011년 기준), 인구 밀도는 39명/km2이다. 2013년 5월 28일 베라네에서 분리되어 신설되었다.